# Liste des maires d'Altkirch
La liste des maires d'Altkirch présente la liste des maires de la commune française d'Altkirch, sous-préfecture située dans la circonscription administrative du Haut-Rhin et la collectivité européenne d'Alsace en région Grand Est.

## L'Hôtel de ville

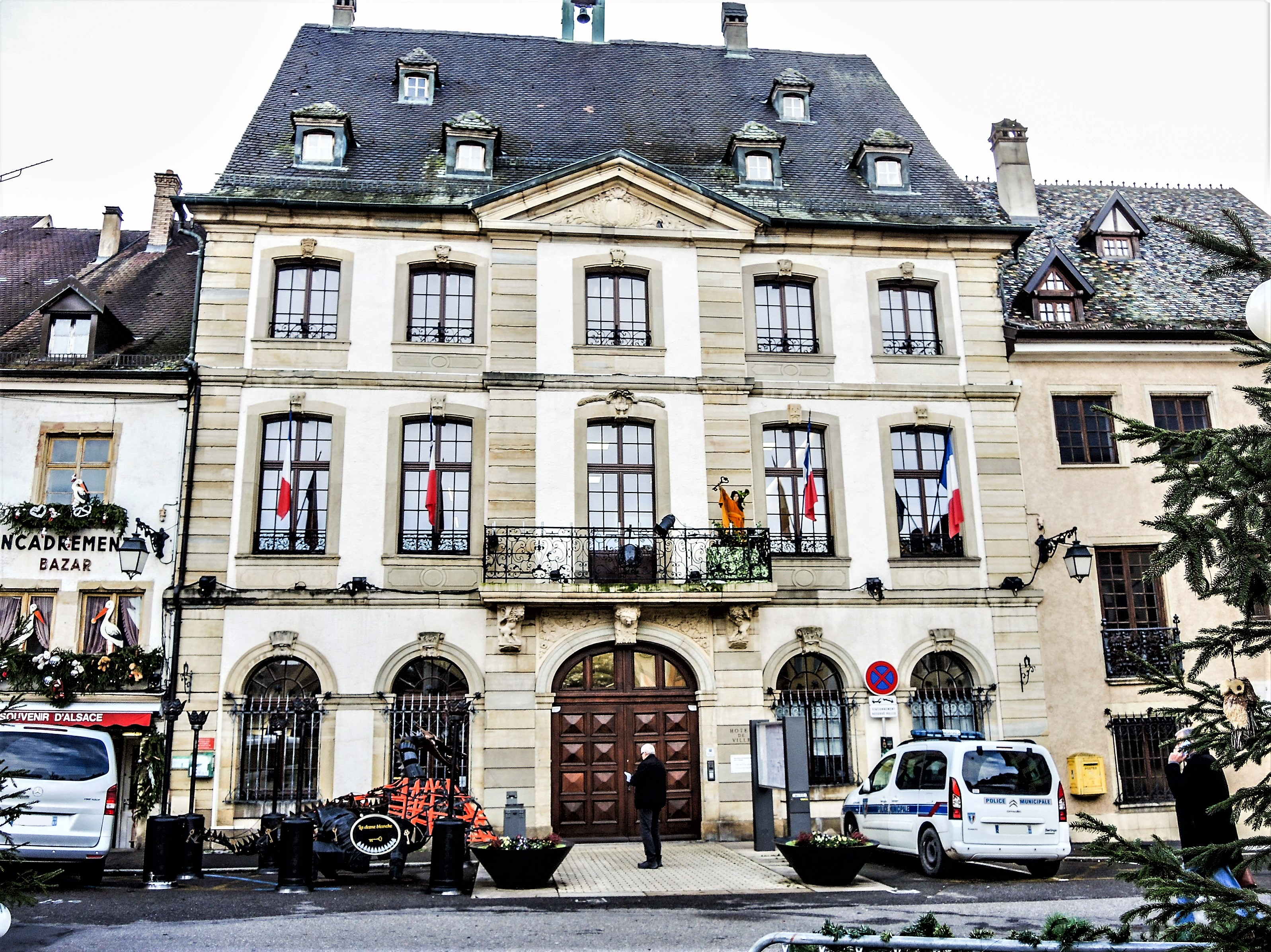
L'hôtel de ville.

## Liste des maires

### Sous l'Ancien Régime
| Période                                  | Période | Identité                      | Étiquette | Qualité                                                                                     |
| ---------------------------------------- | ------- | ----------------------------- | --------- | ------------------------------------------------------------------------------------------- |
| Les données manquantes sont à compléter. |         |                               |           |                                                                                             |
| 1418                                     |         | Hans von Künigspach           |           |                                                                                             |
| 1425                                     |         | Anold de Ratperg              |           |                                                                                             |
| 1467                                     |         | Henri de Ramstein             |           |                                                                                             |
| 1523                                     |         | Rudophe Landgrave du Kleckgau |           | Comte de Sultz Juge de la Cour impériale de Rottweil Gouverneur de la Haute et Basse Alsace |
| 1558                                     |         | Ulrich de Stadion             |           |                                                                                             |
| 1596                                     |         | Jean Thiébaut de Reinach      |           |                                                                                             |
| 1659                                     |         | Valentin Hold                 |           |                                                                                             |
| 1691                                     |         | François Jacques Ertlin       |           |                                                                                             |
| 1711                                     |         | Durringer                     |           |                                                                                             |
| 1720                                     |         | Rayber                        |           |                                                                                             |
| 1726                                     |         | Hugelin                       |           |                                                                                             |
| 1746                                     |         | Ortscheid                     |           |                                                                                             |
| 1750                                     |         | Morand Wild                   |           |                                                                                             |
| 1751                                     |         | Valentin Hoenner              |           |                                                                                             |
| 1774                                     |         | Valentin Nansé                |           | Notaire royal                                                                               |

### Entre 1790 et 1944
| Période        | Période              | Identité                                                                              | Étiquette                | Qualité |
| -------------- | -------------------- | ------------------------------------------------------------------------------------- | ------------------------ | --- |
| 1790           | 1790                 | Jean Adam Pflieger l'aîné                                                             | Jacobin                  | Député aux États généraux de 1789 Député à l’Assemblée nationale constituante (1789 → 1791) |
| 1790           | 1791                 | Valentin Mehr                                                                         |                          | |
| 1791           | 1792                 | Jean Adam Pflieger l'aîné                                                             | Jacobin                  | Député à la Convention (1792 → 1795) Membre du Conseil des Cinq-Cents (1795 → 1798) |
| 1792           | 1795                 | François-Louis Bian (1746-1819)                                                       |                          | Homme de loi Conseiller général du Haut-Rhin (1800 → 1814) |
| 1795           | 1800                 | Pierre Pfanner                                                                        |                          | |
| 1800           | 1807                 | Charles Joseph Xavier Népomucène Ignace de Kloeckler (1755-1807)                      |                          | Ancien major du régiment d'Eptingue |
| 1807           | 1814                 | Jean-Adam Pflieger le Jeune                                                           | Libéral                  | Ancien capitaine de l'armée du Rhin |
| 1814           | 1815                 | Christophe Antoine Clavé                                                              |                          | Maire provisoire (février 1814) |
| 1815           | 1815                 | Jean-Adam Pflieger le Jeune                                                           | Libéral                  | Ancien capitaine de l'armée du Rhin |
| 1815           | 1817                 | Jean Antoine Winckler (1768-1832)                                                     |                          | |
| 1817           | 1829                 | Antoine Ignace Devallant (1766-1832)                                                  |                          | Ancien major du 4e régiment de hussards Officier de la Légion d'honneur, Chevalier de Saint-Louis |
| juin 1829      | août 1830            | Pierre François Casimir Armand Félix Hubert, comte de Reinach-Foussemagne (1772-1838) | Légitimiste              | Ancien lieutenant-colonel d'infanterie Conseiller d'arrondissement (1816 → ?) Suspendu de ses fonctions |
| août 1830      | juillet 1846 (décès) | Jean-Adam Pflieger le Jeune                                                           | Gauche constitutionnelle | Député du Haut-Rhin (1834 → 1846) Conseiller général d'Altkirch (1833 → 1846) |
| 1846           | 1848                 | Dominique Rolla                                                                       |                          | Débitant |
| 1848           | 1851                 | Charles Cassal                                                                        | Démocrate socialiste     | Avocat Député du Haut-Rhin (1849 → 1851) Chevalier de la Légion d'honneur |
| 1851           | 1854                 | Pierre François Gaspard Laurent (1807-1879)                                           |                          | Avocat Conseiller général d'Altkirch (1852 → 1864) |
| 1854           | 1870                 | Charles Couchepin (1793-1870)                                                         | Bonapartiste             | Avocat, avoué au tribunal civil Ancien garde d'honneur de Napoléon Ier Chevalier de la Légion d'honneur |
| 1870           | 1871                 | Antoine Lehmann (1829-1884)                                                           |                          | Artisan maître tanneur |
| 1871           | 1885                 | Antoine Roesch                                                                        |                          | |
| septembre 1885 | mai 1886 (démission) | Sébastien Faesser (1826-1893)                                                         |                          | Pharmacien |
| mai 1886       | avril 1898 (décès)   | Jean-Baptiste Hannes (1847-1898)                                                      |                          | Député au Landesausschuss |
| 1898           | 1900 (décès)         | François Joseph Higelin (1822-1900)                                                   |                          | |
| 1901           | août 1910 (décès)    | Albert Durthaller (1847-1910)                                                         |                          | |
| 1910           | 1919                 | Joseph Brunner (1865-1934)                                                            |                          | Meunier Membre de la Chambre de commerce de Mulhouse Conseiller d’arrondissement (1919 → 1925) Chevalier de la Légion d'honneur |
| 1919           | 1940                 | Paul Jourdain                                                                         | AD puis UDR              | Industriel Député du Haut-Rhin (1919 → 1927) Sénateur du Haut-Rhin (1927 → 1944) Vice-président du Sénat (à partir de 1940) Ministre du Travail (1920 → 1921 et 1924) Ministre des Anciens Combattants (1925 → 1926) Chevalier de la Légion d'honneur |
| 1940           | 1944                 | Thorn                                                                                 | NSDAP                    | |
| 1944           | 1945                 | Eugène Holstein (1898-1976)                                                           |                          | Maire intérimaire |

### Depuis 1945
Depuis l'après-guerre, cinq maires se sont succédé à la tête de la commune.
| Période         | Période                    | Identité                                      | Étiquette       | Qualité |
| --------------- | -------------------------- | --------------------------------------------- | --------------- | --- |
| 1945            | mars 1952 (décès)          | Charles Édouard Amiot                         | MRP             | Militaire puis industriel, résistant Conseiller municipal (1929 → 1940 et 1945 → 1952) Adjoint au maire (1934 → 1940) Sénateur du Haut-Rhin (1946 → 1948) Conseiller général d'Altkirch (1945 → 1949) Président du conseil général du Haut-Rhin (1945 → 1949) Grand officier de la Légion d'honneur                                                 |
| mars 1952       | mars 1965                  | Eugène Holstein (1898-1976)                   |                 | Greffier en chef au tribunal d’Altkirch Officier des Palmes académiques |
| mars 1965       | mars 1983                  | Raymond Muller (1913-2003)                    | UDR puis RPR    | Médecin généraliste, ancien résistant Conseiller municipal (1947 → 1983) Conseiller régional d'Alsace (1976 → 1981) Conseiller général d'Altkirch (1967 → 1979) Président du District d'Altkirch (1973 → ?) Officier de la Légion d'honneur |
| mars 1983       | septembre 2017 (démission) | Jean-Luc Reitzer                              | RPR puis UMP-LR | Cadre d'entreprise Conseiller municipal (1977 → 2017) Adjoint au maire chargé des sports (1977 → 1983) Député du Haut-Rhin (3e circ.) (1988 → 2022) Conseiller régional d'Alsace (1986 → 1988) Conseiller général d'Altkirch (1979 → 2002) Vice-président du conseil général du Haut-Rhin (1998 → 2001) Président de la CC d'Altkirch (2001 → 2016) |
| septembre 2017, | En cours (au 11 mars 2022) | Nicolas Jander Réélu pour le mandat 2020-2026 | UDI puis HOR    | Avocat Conseiller municipal (2001 → ) Adjoint au maire chargé de la culture (2008 → 2012) Adjoint au maire chargé des finances (2012 → 2017) Conseiller départemental d'Altkirch (2015 → 2021) Conseiller d'Alsace (2021 → ) 3e vice-président du conseil d'Alsace (2021 → ) 1er vice-président de la CC Sundgau (2017 → )                          |

## Conseil municipal actuel
Les 29 sièges composant le conseil municipal d'Altkirch ont été pourvus le 15 mars 2020 lors du premier tour de scrutin. Actuellement, il est réparti comme suit : 